# Penzance
Penzance (Cornisch: Pennsans) is een stad en een civil parish in het Britse graafschap Cornwall. Het is een regionaal centrum voor het westelijke puntje van het schiereiland.
Hoewel er zich een kapel bevindt van ruim 1000 jaar oud kwamen stads- en havenrechten pas in de 16e eeuw.
Er wonen 21.045 mensen (2011), en het is het vertrekpunt van helikopters en veerboten naar de Scilly-eilanden. In de buurt van Penzance ligt het Chysauster Ancient Village.

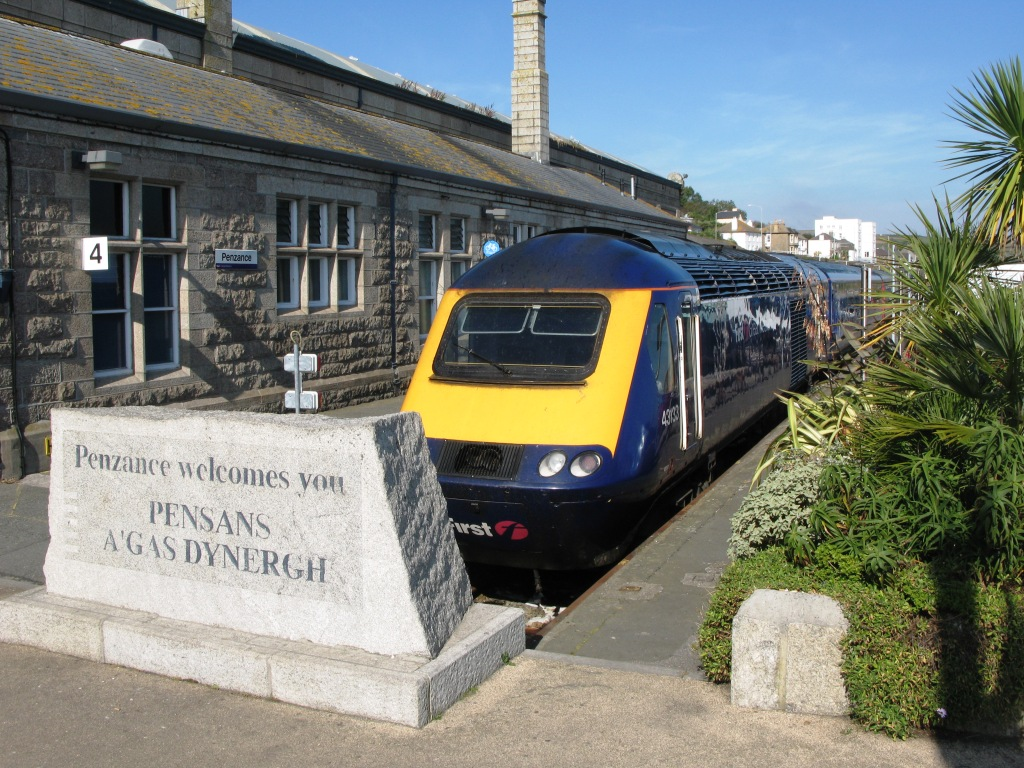
Het station Penzance aan het eind van de lijn in het zuidwesten van Engeland

## Partnersteden
Penzance heeft met de volgende steden een stedenband:
- Concarneau, Frankrijk
- Bendigo, Australië
- Nevada City, Californië, Verenigde Staten

Van 1967 tot 1974 had Penzance een stedenband met Cuxhaven in Duitsland.

## Geboren
- Humphry Davy (1778-1829), scheikundige
- John Davy (1790-1868), arts en amateurwetenschapper
- Alex Reid (1980), actrice